# Papuapsylla essarsi
Papuapsylla essarsi är en loppart som beskrevs av Mardon 1976. Papuapsylla essarsi ingår i släktet Papuapsylla och familjen Stivaliidae. Inga underarter finns listade i Catalogue of Life.